# Fady El Khatib
Pour les articles homonymes, voir Khatib.
Fady El Khatib, né le 18 décembre 1978, est un joueur libanais de basket-ball qui joue actuellement au Champville SC. Il a longtemps été sélectionné avec l'équipe nationale libanaise de basket-ball où il participe à sa première Coupe du monde de basket-ball masculin en 2002.

## Carrière de club

### 1997-2008
Fady El Khatib est considéré comme le meilleur ailier asiatique depuis 2002. Il commence sa carrière en 1997 avec le Club Sagesse, où il signe un contrat jusqu'en 2004. Puis il joue une année dans le championnat syrien avec Al-Ittihad SC mais décide de revenir au Liban pour poursuivre sa carrière de nouveau avec le Club Sagesse de 2005 a 2006. En 2006 il quitte le Liban pour aller jouer avec BK Tcherkassy Mavpy dans la ligue ukrainienne. 

### 2008-2015
Revenue d'Ukraine en 2008, il signe une année avec Riyadi Club Beyrouth et parvient à remporter la FLB League(Fédération libanaise de basket-ball). En 2015, il reçoit un contrat de trois ans et signe avec le Champville SC mais ne gagne aucun championnat. Pendant la saison 2013-2014, il signe à Amchit Club et mène l'équipe, en tant que capitaine à la 3e place du championnat. C'est le meilleur classement de l'histoire du club. Il reçoit une offre d'un club chinois Fujian Sturgeons en 2015, et joue une seule saison sans gagner de trophée.

### 2016-2017
Après sa saison en Chine, il rejoint le club libanais Homenetmen Beyrouth, et gagne la finale face a Riyadi Club Beyrouth pour remporter la FLB League. En 2017 il retourne avec le Champville SC et joue jusqu'à présent avec ce club.

## Parcours international
Fady El Khatib commence son parcours avec l'équipe nationale du Liban en 1999. Le Liban se qualifie la même année pour la Coupe du monde de basket-ball masculin où il finit 7e. En 2006, le Liban participe a sa plus grande compétition, la coupe du monde au Japon. Fady El Khatib participe activement à la victoire historique de l'équipe libanaise contre l'équipe de France sur le score de 74 à 73 en marquant 29 points lors de ce match. Il finit la compétition à la 8e place des meilleurs marqueurs avec une moyenne de 18.8 points par match. Il prend sa retraite en tant que capitaine de l'équipe nationale le 17 aout 2017 après la défaite du Liban face à l'Iran 80 à 70 en quart de finale de la FIBA cup.

## Autres projets
Après sa retraite de l'équipe nationale, El Khatib obtient plus de temps libre pour sa vie quotidienne donc décide de rentrer dans le domaine du business. Il fait construire un centre sportif "Champs Sports And Fitness Club" en février 2018. Ce complexe sportif comprend également des salles de musculation ainsi que des terrains de football, de basketball et de tennis, une pharmacie et des restaurants.   